# الثعبان التنين
الثعبان التنين (بالإنجليزية: Xenodermus)‏ هو نوع من أنواع الثعابين اكتشف في عام 1846 وتعتبر هذة الثعابين فريدة من نوعها، وتسمى علميا Xenodermus javanicus من قبل العلماء، وهي نادرة جدا في تجارة الحيوانات الأليفة، وما زالت مجهولة تماما، حتى بين علماء دراسة الحيوانات. يطلق على واحدها اسم الثعبان التنين.